# Monumenti di Ravenna
Con monumenti di Ravenna si intende un vasto numero di beni culturali rilevanti dal punto di vista architettonico, archeologico, storico e artistico che caratterizzano la città di Ravenna. La città è celebre per la presenza di otto monumenti dichiarati nel 1996 patrimonio dell'umanità dall'UNESCO che costituiscono il sito seriale dei monumenti paleocristiani di Ravenna.

## Architetture religiose

### Monumenti paleocristiani
Il complesso dei monumenti paleocristiani di Ravenna è considerato patrimonio dell'umanità dall'UNESCO; ne fanno parte:
- la basilica di San Vitale (prima metà del VI secolo)
- il mausoleo di Galla Placidia (prima metà del V secolo, post 426)
- la Cappella Arcivescovile (500 circa)
- la basilica di Sant'Apollinare Nuovo (inizio del VI secolo, con decorato nuovamente nella seconda metà del VI secolo)
- il mausoleo di Teodorico (520 circa)
- il battistero degli Ariani (prima metà del VI secolo)
- il battistero Neoniano (430 circa, decorato verso il 458)
- la basilica di Sant'Apollinare in Classe (consacrata nel 549).

Il mausoleo di Teodorico, il battistero degli Ariani e Sant'Apollinare in Classe sono gestiti dalla direzione regionale musei Emilia-Romagna del Ministero per i beni e le attività culturali, mentre la custodia degli altri cinque siti spetta all'Opera di Religione dell'arcidiocesi di Ravenna.

### Chiese ed altri luoghi di culto

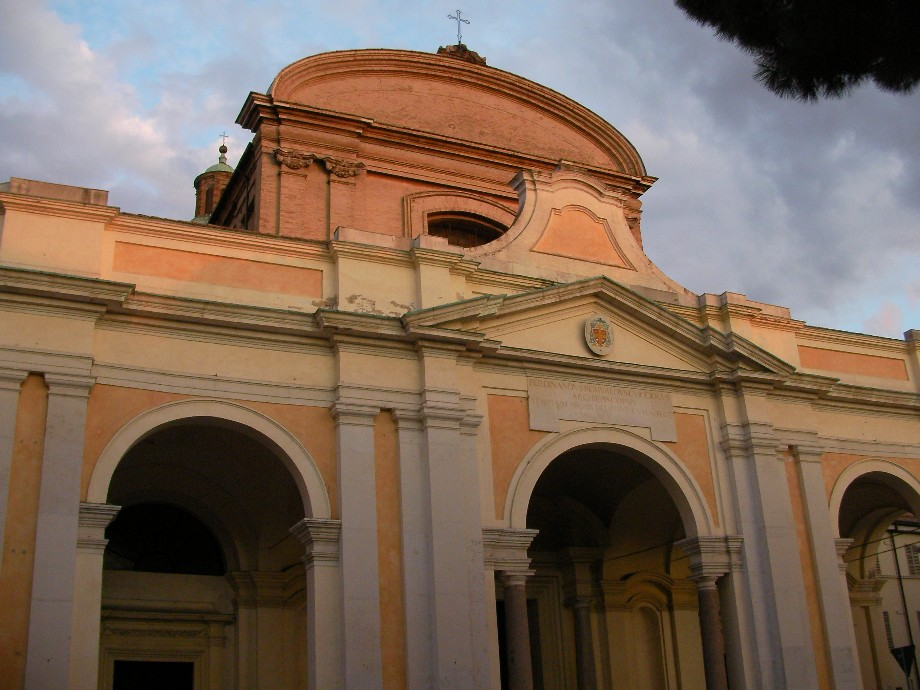
Il Duomo di Ravenna o Basilica Ursiana

Duomo di RavennaCostruito nel XVIII secolo su progetto dell'architetto Giovan Francesco Buonamici demolendo l'antica cattedrale a cinque navate con abside decorata a mosaico, detta basilica Ursiana (dal nome del vescovo fondatore Ursus) e dedicata alla Hagìa Anastasis, ovvero alla Resurrezione. Dell'antica cattedrale rimangono visibili fra gli altri (oltre al campanile ed al battistero dedicato a san Giovanni in Fonte): una porzione di muratura con arco d'ingresso murato; alcune delle 56 colonne che sostenevano le cinque navate dell'antico edificio; alcuni capitelli detti "a testa d'Ariete"; frammenti della decorazione musiva del XII secolo; marmi d'incerta ubicazione originaria (in parte proveniente dalle spoliazioni della Schola Cantorum ubicata nella navata centrale) tagliati ed incastonati a formare il pavimento del nuovo edificio; e l'ambone decorato con fasce di formelle recanti animali simbolici. È sede dell'arcidiocesi di Ravenna-Cervia.
Basilica di Sant'Agata MaggioreEdificata nel V secolo, l'aspetto attuale è dovuto ai restauri degli inizi del Novecento grazie ai quali la chiesa riacquistò le sue forme originali paleocristiane.
Basilica di Santa CroceIn parte rimaneggiata nei secoli, nell'area retrostante l'attuale chiesa sono visibili copiosi avanzi delle murature dell'edificio di culto originario, annesse a quelle di strutture precedenti di epoca romana.
Basilica di San FrancescoRicostruita nel X-XI secolo sopra un precedente edificio dedicato agli apostoli e poi a san Pietro. Dietro l'umile facciata di mattoni, sono presenti una navata centrale e due navate laterali. Sono visibili frammenti di mosaico della chiesa primitiva sul pavimento. In questa chiesa si svolse la cerimonia funebre di Dante Alighieri nel 1321. Nella cappella di San Liberio era conservata la celebre statua giacente del giovane condottiero Guidarello Guidarelli, opera di Tullio Lombardo traslata nella Galleria dell'Accademia (ora Museo d'arte della città di Ravenna): "Giace la statua del defunto, chiusa nell'involucro rigido dell'armatura, le mani congiunte sulla spada, volta di tre quarti allo spettatore la testa, come tronco d'albero abbattuto", così la descrive A. Venturi nella Storia dell'arte italiana.
Basilica di Santa Maria in PortoCostruita alla metà del XVI secolo presenta una ricca facciata del XVIII secolo. Ha una navata centrale, due navate laterali e un'alta cupola. Dal 1570 vi è conservata l'immagine della famosa Madonna greca, che fu portata a Porto Fuori da Costantinopoli attorno all'anno 1100.
Chiesa di San Giovanni EvangelistaCostruita nel V secolo da Galla Placidia come ex voto dopo un naufragio. Parzialmente distrutta da un bombardamento alleato durante la seconda guerra mondiale è stata ricostruita negli anni cinquanta—sessanta nella sua foggia originale.

#### Altre chiese
- Chiesa di Sant'Apollinare in Veclo
- Chiesa di Santa Barbara
- Chiesa di San Biagio
- Chiesa di San Carlino
- Chiesa di Santa Chiara, ora Teatro Rasi.
- Chiesa di San Domenico
- Chiesa di Sant'Eufemia, del XVIII secolo, è l'accesso alla cosiddetta Domus dei tappeti di pietra (VI-VII secolo), che possiede all'interno splendidi mosaici provenienti da un palazzo bizantino.
- Chiesa di San Giovanni Battista
- Chiesa di San Giovanni Decollato, cappella fatta costruire nel 1576 all'interno del Palazzo del Legato pontificio (oggi sede della Prefettura). La chiesina fu gestita dalla Compagnia della Buona Morte, gruppo di fedeli aventi il compito di dare gli ultimi conforti religiosi ai condannati a morte. È sita in piazza Unità d'Italia (già piazzetta delle Antiche Carceri)[2].
- Chiesa dei Santi Giovanni e Paolo
- Chiesa di Santa Giustina
- Chiesa di San Lorenzo in Cesarea, di recente costruzione, sorge non molto lontano da dove si trovava la basilica omonima.
- Chiesa di Santa Maria degli Angeli
- Chiesa di Santa Maria delle Croci
- Chiesa di Santa Maria Maddalena
- Chiesa di Santa Maria Maggiore
- Chiesa di Santa Maria in Porto Fuori
- Chiesa di Santa Maria del Torrione
- Chiesa di Santa Maria del Suffragio
- Chiesa di San Michele in Africisco
- Chiesa di San Nicolò
- Chiesa di San Pier Damiano, consacrata nel 1958, è situata nel quartiere Darsena; la pianta circolare del tempio e del campanile sono un riferimento ai modelli architettonici a pianta centrale tipici delle basiliche ravennati; opere d'arte significative sono la statua bronzea raffigurante il santo patrono (1959) e la Via Crucis in ceramica (1961) ad opera dell'artista Angelo Biancini, oltre che una singolare cancellata in ferro battuto che ne delimita il sagrato, opera dell'architetto L. Palmeri (1992).
- Chiesa di San Rocco
- Chiesa di San Romualdo, oggi Sacrario dei Caduti.
- Chiesa di San Simone e Giuda Antica
- Chiesa dello Spirito Santo, originariamente la cattedrale del culto ariano, affiancata dal suo battistero.
- Chiesa di Santo Stefano degli Ulivi
- Chiesa di San Vittore
- Chiesa del Santissimo Crocifisso al Camposanto.
- Pieve di San Pietro in Trento

#### Chiese scomparse
- Basilica di Sant'Andrea dei Goti
- Basilica di Sant'Andrea Maggiore, parzialmente demolita e rimaneggiata, ora è adibita ad abitazione privata. Alcuni resti dell'abside e della torre campanaria sono visibili presso gli orti dei cappuccini.
- Basilica di Sant'Agnese
- Basilica Ca'Bianca
- Basilica di Sant'Eufemia ad Arietem
- Basilica di Santa Maria in Foris
- Basilica di San Lorenzo in Caesarea
- Basilica petriana, la prima chiesa cristiana di Classe
- Basilica del Beato Probo
- Basilica di San Severo
- Chiesa di Sant'Agata del Mercato, via IV Novembre.
- Chiesa di Sant'Anna
- Chiesa di Sant'Antonio dei Fossi
- Chiesa di Sant'Apollinarino
- Chiesa di San Barnaba, antica chiesa divenuta deposito temporaneo delle salme dei condannati a morte per impiccagione (da qui il toponimo di "Chiesa degli appesi o impiccati"). Era ubicata nell'area compresa fra la basilica di Santa Maria Maggiore e la basilica di Santa Croce. Le strutture esterne sono ancora leggibili chiaramente.
- Chiesa di Bartolomeo alla Turricola
- Chiesa del Buon Gesù, via A. Diaz.
- Chiesa di Santa Caterina
- Chiesa di San Crispino
- Chiesa di Sant'Eleucadio
- Chiesa dei Santi Filippo e Giacomo, della quale rimangono tracce dell'arco trionfale dell'abside realizzato con mattoni detti "Giulianei", inglobato nella muratura d'un edificio residenziale.
- Chiesa di San Francesco di Paola, via Maggiore.
- Chiesa di San Gerolamo
- Chiesa di San Giacomo Maggiore al Ponte Marino
- Chiesa di San Giorgio ai Portici
- Chiesa di San Giovannino
- Chiesa di San Girolamo
- Chiesa di Santa Giustina in Capite Porticus VIII secolo, i cui resti sono visibili dal Palazzo Ferruzzi.
- Chiesa di San Mamete, via S. Mama.
- Chiesa di San Mammolino
- Chiesa di San Marcellino
- Chiese di San Marco e San Sebastiano, nella Piazza del Popolo furono inglobate in un unico edificio, poi adibito a Torre dell'Orologio.
- Chiesa di Santa Maria ad Blachernas, ubicata fuori le mura di porta Anastasia.
- Chiesa di Santa Maria in Coelos-Eo
- Chiesa di Santa Maria ad Luminara
- Chiesa di Santa Maria delle Mura, via Don Minzoni.
- Chiesa di Santa Maria degli Orti, nelle Adiacenze della Rocca Brancaleone.
- Chiesa di Santa Maria del Pozzo
- Chiesa dei Santi Nicandro e Marciano
- Chiesa di Sant'Omobono
- Chiesa di San Pietro, via Ravegnana.
- Chiesa di San Salvatore ai Calchi, della quale rimane visibile l'ardica cosiddetta del "palazzo di Teodorico".
- Chiesa di Santo Stefano Juniore
- Chiesa di San Vincenzo, via Antica Zecca.

## Architetture civili

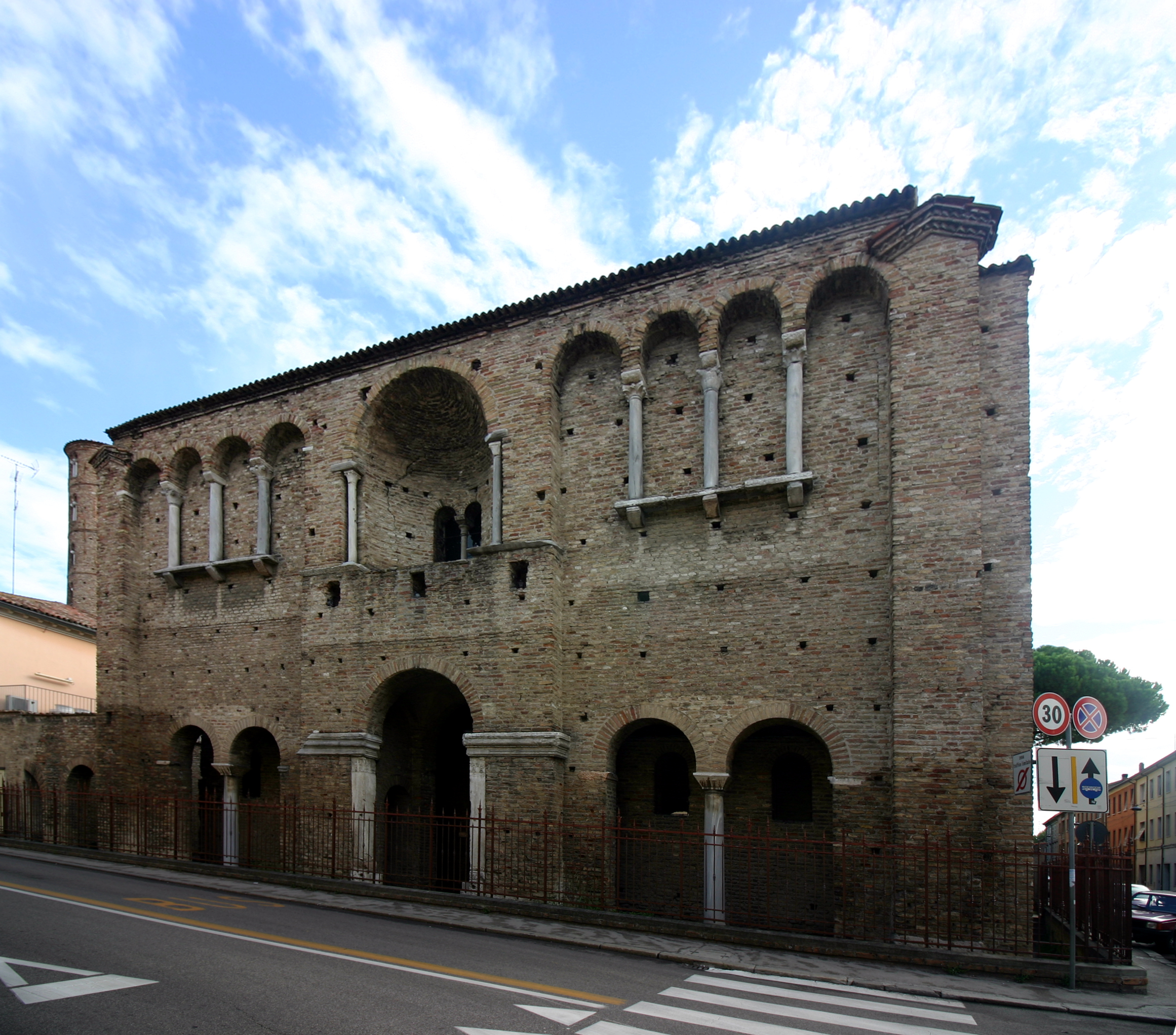
Il cosiddetto "Palazzo di Teodorico", oggi ritenuto il nartece dell'antica chiesa di San Salvatore.

Palazzo di TeodoricoÈ di fatto, secondo un'ipotesi accreditata, l'ingresso della precedente chiesa di San Salvatore ad Calchi. Al suo interno sono presenti mosaici dal vero palazzo del re ostrogoto. Il primo palazzo di grandi dimensioni di Ravenna fu fatto realizzare dall'imperatore romano Onorio (395-423). Successivamente la residenza imperiale fu ingrandita, sino a raggiungere l'entità di un quartiere interamente occupato da strutture legate alla corte imperiale. Di essa oggi sappiamo ben poco. In epoca successiva Ravenna fu una stabile alleata dell'imperatore del Sacro Romano Impero. Infatti Ravenna fu una delle tre sedi imperiali in Italia. Ottone I di Sassonia fece costruire un suo palazzo in città (oggi scomparso).

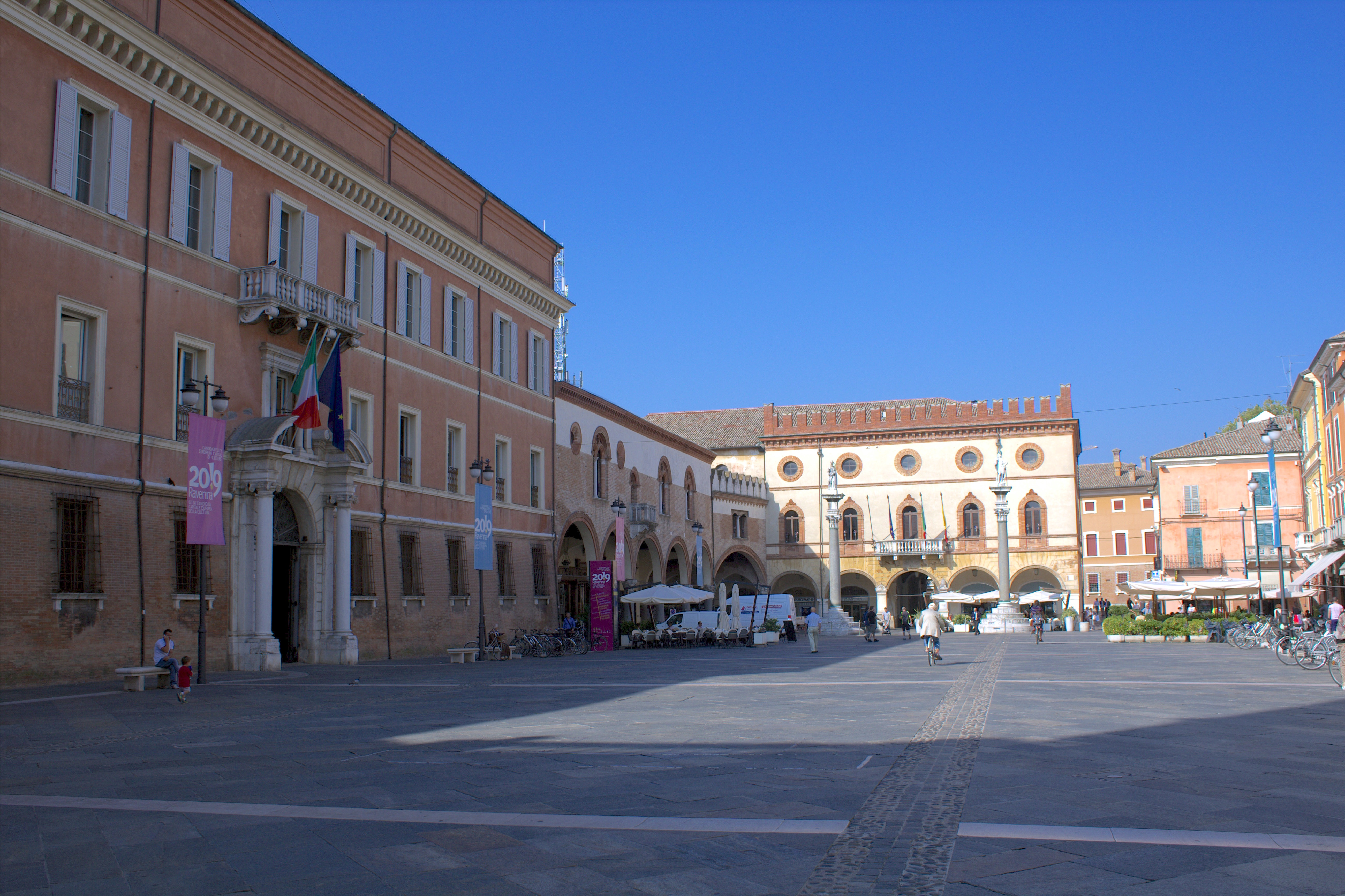
Piazza del Popolo

Piazza del PopoloL'origine della piazza va fatta risalire al tardo XIII secolo, quando la famiglia Da Polenta diventò padrona della città e fu creata la piazza del Comune, allargando la strada prospiciente alla residenza signorile di Bernardino da Polenta. Sul lato sud della piazza fu costruito il palazzo del Rettore di Romagna (1295), che nel 1544 divenne palazzo Apostolico, sede del Legato di Romagna. Il palazzo di Bernardino da Polenta fu sostituito nel 1681 dal Palazzo Comunale, conosciuto oggi dai ravennati come «Palazzo Merlato». Sempre in Piazza del Popolo è presente il palazzo ex sede della Banca Nazionale del Lavoro, costruito dall'architetto Camillo Morigia; è collegato al palazzo della prefettura da un voltone (il secondo della piazza) dal quale è possibile scorgere la tomba di Dante, opera dello stesso architetto. Sono degni di nota anche altri edifici civili quali il Palazzo dei Rasponi del Sale, attuale sede della banca UniCredit, di recente ristrutturazione.

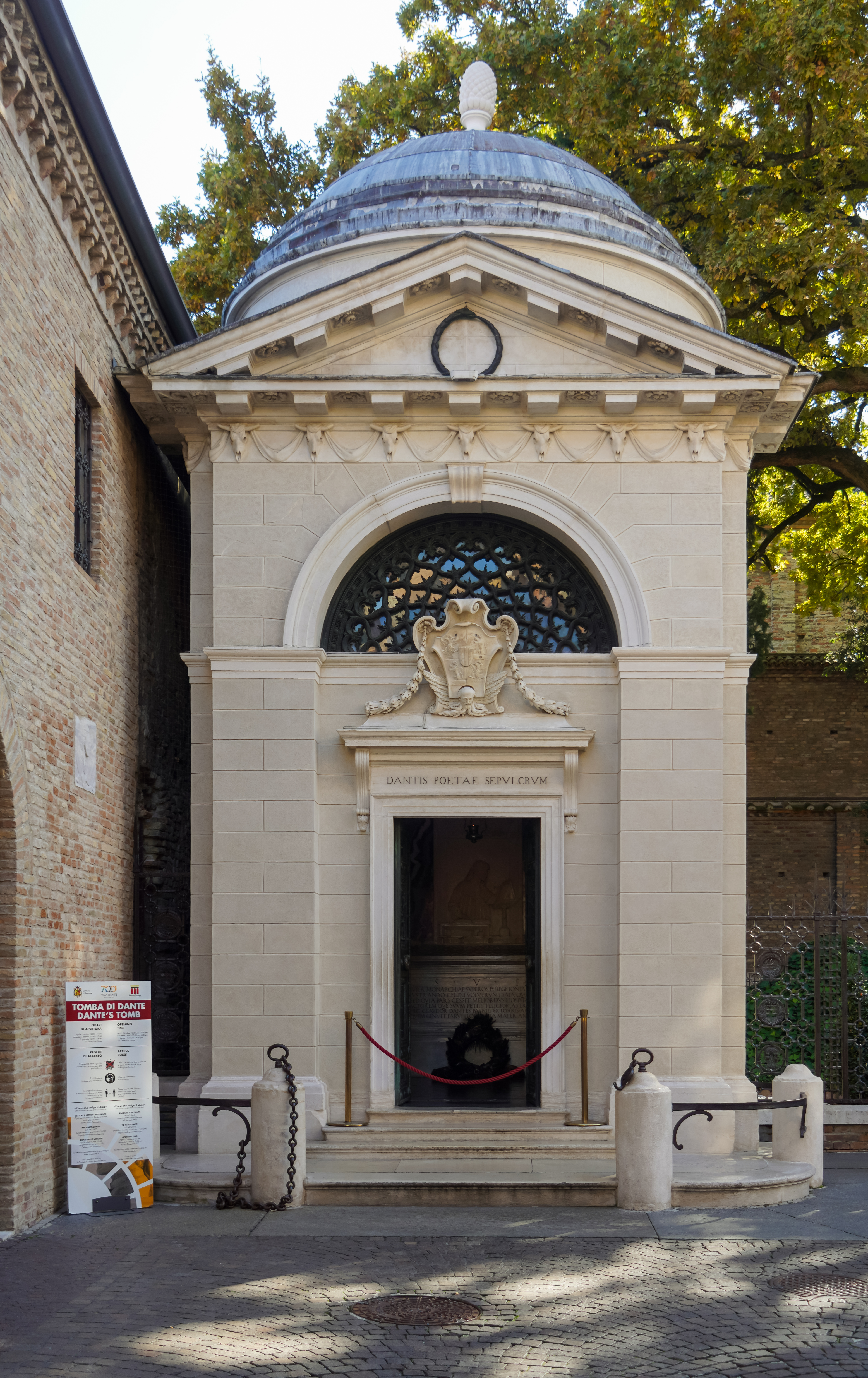
La Tomba di Dante presso la Basilica di San Francesco.

Tomba di DanteAttigua al convento di San Francesco, costruita nel 1781 da Camillo Morigia a forma di tempietto, ospita le spoglie del Divin Poeta racchiuse in un sarcofago di epoca romana, arricchito dal 1483 da un bel bassorilievo di Pietro Lombardo con la figura del poeta visto di profilo, illuminato da una lampada che arde perennemente. Intorno al tempietto è stata istituita una Zona Dantesca di rispetto e di silenzio.
Biblioteca ClassenseAntica abbazia camaldolese (1512-1797), il nucleo originario del patrimonio librario viene dalla biblioteca monastica risalente al XVIII secolo. La Classense è oggi tra le più importanti d'Italia per patrimonio e collezioni. Grazie alla bellezza dei suoi spazi il monumento è inserito nei principali percorsi di visita alla città, in special modo per il suo refettorio cinquecentesco, affrescato e finemente decorato da Luca Longhi, e per l'Aula Magna, affrescata da Francesco Mancini.

### Altri edifici
Sono da segnalare altri edifici civili: il Palazzo Rasponi dalle Teste, attuale sede di uffici comunali, in piazza J.F. Kennedy, il palazzo sede della Provincia di Ravenna, attiguo alla Basilica di San Francesco, dotata un pregiato giardino pensile e il Palazzo Rasponi (dal 1877 Bellenghi) detto Domus Magna della famiglia omonima, oggi sede del Circolo Ravennate e dei Forestieri e dello storico ristorante ed enoteca "Ca' de Vèn",  già sede della drogheria Bellenghi. Degna di interesse è anche la quattrocentesca casa un tempo ritenuta di Francesca da Polenta (meglio nota come Francesca da Rimini), bell'esempio di architettura del periodo veneziano (1441-1509), sita in piazza Andrea Costa e attuale sede dell'albergo "Cappello". Infine va segnalato l'edificio del Teatro Dante Alighieri, completato nel 1852 con forme neoclassiche che lo avvicinano al Gran Teatro La Fenice di Venezia. Casa Maioli, anch'essa del periodo veneziano rinascimentale. Degno di nota il Mercato coperto, situato in piazza Andrea Costa, costruito nel 1922.

## Architetture militari

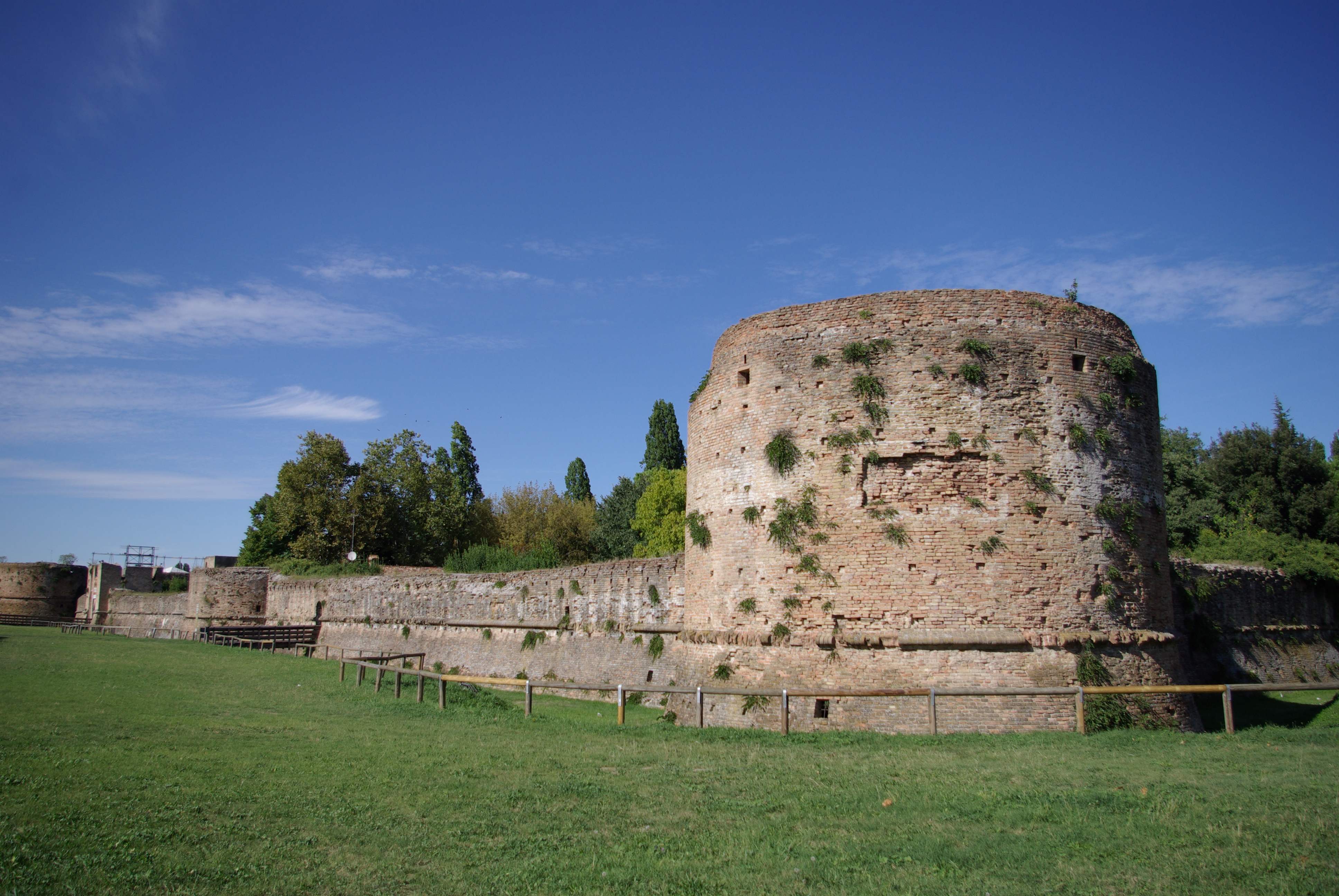
La Rocca Brancaleone

Della cinta muraria rimangono quasi tutte le porte costruite in epoche diverse e i resti di qualche torre. Ricordiamo di queste:
- Porta Adriana, chiamata anche Port'Aurea nuova;
- Port'Aurea, come attestato da fonti documentarie, eretta nell'anno 43 d.C.; fu demolita sul finire del XVI sec.;
- Porta Gaza, o dei Gazzi, prende il nome da una rocca merlata di origine medievale che quivi aveva fondazione;
- Porta Nuova, nota anche come porta Gregoriana o porta Pamphilia;
- Porta San Lorenzo, inglobata in area residenziale presso i Giardini Pubblici;
- Porta San Mama, o San Mamante, di origine medievale (X sec.), fu pesantemente rimaneggiata nel XVII sec.;
- Porta Serrata, o Anastasia o Cibo;
- Porta Sisi, o Sisina, o Ursicina;
- Porta Vandalaria, della quale se ne scorge l'arcone d'ingresso interrato presso i Giardini Pubblici;
- Porta Nuova dei Veneziani, o anche semplicemente Porta Nuova, risalente alla costruzione della Rocca Brancaleone. Un tempo collegata alla Cittadella, è ora cinta dalla cancellata di un'abitazione privata.
- "Il portonaccio", l'ultima costruita, di fronte a Porta Sisi, eretta dall'architetto Morigia nel 1785 a seguito dell'annessione del Borgo S. Rocco alla città;
- Torrione dei Preti, edificato nel XV sec. presso le Mura di Port'Aurea all'incrocio con il tratto di mura de la Rocca dei Gazzi;
- Torrione Zancano, edificato nel XV sec. presso le mura di Port'Aurea, ora basamento della chiesa di Santa Maria del Torrione;
- Torrione Veneziano delle Mura di San Vitale, in stato di rovina presso il cortile d'una casa d'abitazione;
- Torre Sallustra (o Sallusta), d'origine Romana, la si crede parte di un'antica Porta del nucleo più antico della città. È ora inglobata nel complesso del Palazzo Arcivescovile;

Resti della cinta muraria sono visibili partendo da Porta Gaza; proseguendo verso Port'Aurea si può arrivare fino alla chiesa di Santa Maria del Torrione, edificata nel 1730 sui resti dell'antica Torre Zancana. Proseguendo lungo le mura è possibile seguire l'antico percorso dietro la zona in cui sorgeva lo stabilimento Callegari (nel 2009 è stata ultimata la riconversione della struttura in appartamenti e uffici nonché la demolizione di una parte per fare posto a un parcheggio) che continua fino a via Oberdan.
La cinta muraria riprende a Porta Adriana e prosegue dietro alla basilica di San Vitale per qualche decina di metri per poi interrompersi. Altri resti sono ancora visibili più avanti percorrendo via Sabbionara fino al piazzale di Torre Umbratica, dove le mura si ricongiungono a Porta Serrata. Del tratto tra Porta Serrata e la Rocca Brancaleone rimane solo qualche pietra, visibile lungo via Rocca Brancaleone. Ben 535 metri furono sacrificati in occasione della costruzione della stazione ferroviaria, nel 1863. Saltando la stazione FS, i resti visibili rimangono sul tratto lungo la linea ferroviaria che conduce a Rimini seguendo il viale dei giardini che giunge fino a Porta Nuova.
Infine, partendo da Porta Sisi, rimane qualche resto verso Porta Nuova, mentre tra Porta Sisi, Porta San Mamante e Porta Gaza non si trovano più resti visibili.
La Rocca Brancaleone fu costruita dalla Repubblica di Venezia nel 1457. Originariamente faceva parte delle mura della città; oggi è un parco pubblico. È divisa in due parti: il castello vero e proprio e la cittadella, per un'estensione totale di 14000 m².

## Siti archeologici
- A Ravenna sono state scoperte di recente tracce di alcune ville romane e bizantine, la più famosa delle quali è la Domus dei tappeti di pietra, risalente al V-VI secolo e rinvenuta nel 1993 durante alcuni lavori di edilizia. Collocata all'interno della settecentesca Chiesa di Santa Eufemia, in un vasto ambiente sotterraneo situato a circa tre metri sotto il livello stradale, è costituita da 14 ambienti pavimentati con mosaici policromi e marmi appartenenti ad un edificio privato bizantino.
- Parco Archeologico di Classe: il sito archeologico corrisponde all'area portuale dell'antica città di Classe (Area Sud della città di Ravenna tra i quartieri di Classe e Ponte Nuovo) e comprende una serie di magazzini edificati lungo le banchine di un canale, prospicienti una strada lastricata in trachite euganea. Il complesso, probabilmente costruito agli inizi del V secolo d.C., fu realizzato in seguito alla scelta di Onorio di trasferire da Milano a Ravenna la capitale dell'Impero Romano d'Occidente (402). Fu pertanto necessario realizzare un'infrastruttura in grado di ricevere, conservare e redistribuire il grande quantitativo di merci e derrate alimentari che giungevano nella nuova città capitale. L'area archeologica di 15000 m² è stata inaugurata nel 2015.

## Aree naturali
Il territorio di Ravenna comprende un grande parco urbano in località Fosso Ghiaia (parco 1º maggio) e il Parco 2 giugno, con l'oasi WWF di Punte Alberete, oltre alla Pineta di Classe, che si estende da Lido di Dante a Lido di Classe.
Inoltre in città possiamo trovare diversi parchi pubblici, i più importanti: 
- I giardini pubblici di Ravenna (circa 37500 m²), sede in passato dell'ippodromo e del velodromo, sono stati realizzati nei primi anni '30 su progetto dall'architetto Arata e costituiscono, il primo parco urbano di Ravenna e ora il parco urbano del centro storico. I giardini ospitano il planetario.
- Parco Teodorico, la cui superficie è di circa 14 ettari, rappresenta il nodo di collegamento tra il vicino Percorso delle mura storiche e la Cintura verde esterna ed al suo interno contiene il Mausoleo di Teodorico.
- Parco Baronio, situato in un'area retrostante l'ospedale, con lago artificiale, circuito asfaltato ed aree attrezzate.